# Soulside Journey (албум)
Soulside Journey е дебютен албум на норвежката блек метъл група Darkthrone. Те са първата и единствена група, която прави дет метъл албум, преди да стане неразделна част от норвежката блек метъл сцена.
Албумът е ремастериран и преиздаден от Peaceville Records през 2003 г. на диджипак. Първата част от видеоинтервюто в четири части (обхващаща първите четири албума) на Fenriz и Nocturno Culto също е включена като бонус.

## Списък на песните
1. Cromlech – 4:11
2. Sunrise Over Locus Mortis – 3:31
3. Soulside Journey – 4:36
4. Accumulation Of Generalization – 3:17
5. Neptune Towers – 3:15
6. Sempiternal Sepulchrality – 3:32
7. Grave With A View – 3:27
8. Iconoclasm Sweeps Cappadocia – 4:00
9. Nor The Silent Whispers – 3:18
10. The Watchtower – 4:58
11. Eon – 3:39

## Състав
- Гилве Нагел (Gylve Nagell, „Hank Amarillo“, „Fenriz“) – барабани
- Тед Шелум (Ted Skjellum, „Nocturno Culto“) – соло китара, вокал
- Даг Нилсен (Dag Nilsen) – бас китара
- Ивар Енгер (Ivar Enger, „Zephyrous“) – ритъм китара